# سرب

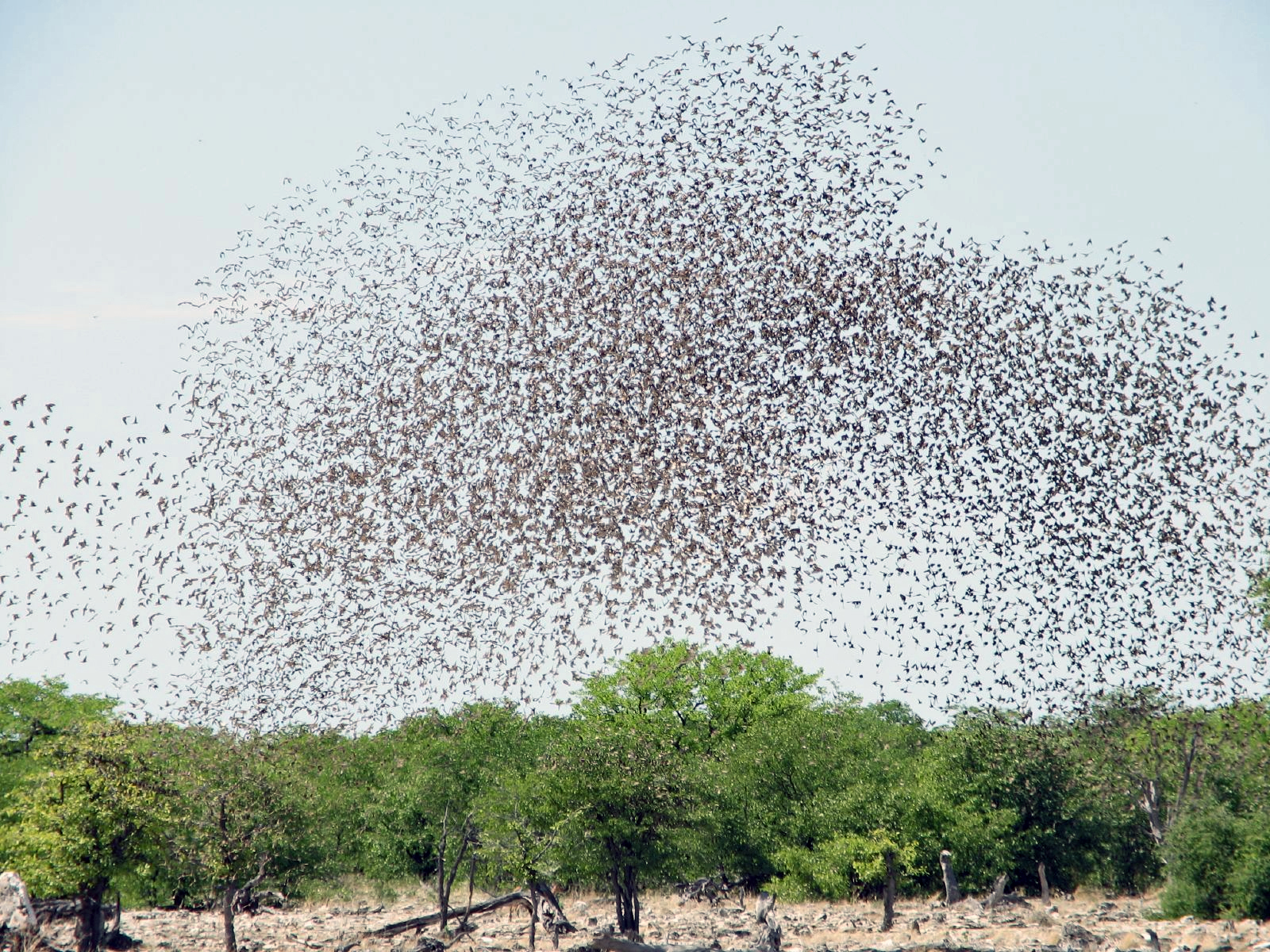
سربٌ من التَّنوطات حمراء المنقار. تؤلّفُ هذه الطيور أسرابًا يصل تعداد أفرادها إلى الآلاف في بعض الأحيان.

السِّرب أو سِرب الطيور هو مُصطلح يُطلق على تجمهر الطيور، أي مجموعة منها تتجمع سويًا عند الطيران، أو عند الاقتيات. يُقابلُ هذا المُصطلح مُصطلح «قطيع» عند الثدييات. تتنوع فوائد التجمهر في سرب وتختلف، لذا فإنَّ الطيور تتجمَّع في أسراب لأسبابٍ مُختلفة ومُعيَّنة بذاتها. للعيش في أسراب تكاليف باهظة أيضًا، وبالأخص للطيور الخاضعة لتلك المُهيمنة ضمن سُلَّم التراتبيَّة؛ ويُمكنُ للسرب أن يُضحّي بفعاليَّة الاقتيات (أي التغذية الفعَّآلة التي تمد الجسم بما هو ضروري من مُغذيات) في سبيل الحصول على فوائد أخرى. ومن أبرز الفوائد التي تكتسبها الطيور جرَّاء التجمهر: الحماية من الضواري وارتفاع فعاليَّة البحث عن الطعام. يُعتبر الدفاع عن النفس ودرء خطر الضواري في الموائل المُغلقة كالغابات أمرٌ بالغ الأهميَّة، خاصَّة وأنَّ المُفترسات قادرة على تكمن لطريدتها وتفتك بها دون أن تشعر، لذا فإنَّ وجود عدَّة أفراد من الأنواع المُصادة ضمن سربٍ واحد أمرٌ ضروري لضبط المُفترس وتحديد موقعه قبل أن يُقدم على أي هجوم، وقدّ أدّى هذا إلى تشكّل أسرابٍ مُختلطة الأنواع عبر الزمن، وجد فيها كُلّ نوع الاستئناس والأمان مع النوع الآخر. تتألّف الأسراب المُختلطة من أعدادٍ قليلة من عدَّة أنواع، مما يزيد من الفوائد لكل الأفراد، لكنَّه يرفع من نسبة المنافسة على الموارد بينها.
يُشكّلُ حجم المجموعة عنصرًا أساسيًا من البنية الاجتماعية للحيوانات السربيَّة، وكثيرًا ما يُخطئ الناس عند تصنيف أي نوعٍ من الحيوانات على أنه يعيش في سربٍ أو قطيع أم يعيش مُنفردًا، فلا يأخذون حجم المجموعة بعين الاعتبار، إذ أن كثيرٌ من الحيوانات يعيش في مجموعات لكنها لا تبلغ الحدّ الذي يُمكن معه اعتبارها قطعانًا أو أسرابًا.

## الشمس السوداء
تعرف الدنمارك ظاهرةً نصف سنويَّة تُعرف محليًا باسم الشمس السوداء (بالدنماركية: Sort sol)، وهي عندما تتجمهر أسرابٌ من الزرازير الأوروبيَّة في أعدادٍ هائلة وتُشكّلُ أثناء تحليقها أشكالاً هندسيَّة مُعقدة.